# Rana cordofana
Rana cordofana é uma espécie de anfíbio da família Ranidae.
É endémica do Sudão.
Os seus habitats naturais são: marismas de água doce e marismas intermitentes de água doce.